# NGC 5444
NGC 5444 (również PGC 50080 lub UGC 8974) – galaktyka eliptyczna (E), znajdująca się w gwiazdozbiorze Psów Gończych. Odkrył ją William Herschel 1 maja 1785 roku.